# Пронино (муниципальное образование город Алексин)
Пронино — деревня в Тульской области России. С точки зрения административно-территориального устройства входит в Спас-Конинский сельский округ, Алексинский район. В плане местного самоуправления входит в состав муниципального образования город Алексин.

## География
Деревня находится в северо-западной части Тульской области, в пределах северо-восточного склона Среднерусской возвышенности, в подзоне широколиственных лесов, на р. Крушма восточнее деревни Есипово и примерно в 1,5 км к западу от дер. Никулинские Выселки. Расположена приблизительно в 19 км по прямой (30 км по автодорогам) к юго-востоку от города Алексин.

### Климат
Климат характеризуется как умеренно континентальный, с ярко выраженными сезонами года. Средняя температура воздуха летнего периода — 16 — 20 °C (абсолютный максимум — 38 °С); зимнего периода — −5 — −12 °C (абсолютный минимум — −46 °С). Снежный покров держится в среднем 130—145 дней в году. Среднегодовое количество осадков — 650—730 мм.

## История
Упоминается на плане Генерального межевания Тульского наместничества 1790 года как деревня Пранина.
По данным 1859 года Пронина — владельческая деревня 2-го стана Алексинского уезда Тульской губернии при речке Крушме, в 19 верстах от уездного города Алексина, с 12 дворами и 113 жителями (62 мужчины, 51 женщина).
Во второй половине XIX — начале XX века относилась к Варфоломеевской волости Алексинского уезда. Была приписана к церковному приходу села Никулино.
В 1912 году в Алексинском уезде была проведена подворная перепись. Деревня Пронина относилась к Пронинскому сельскому обществу Варфоломеевской волости. Имелось 29 хозяйств бывших крестьян помещицы Голофеевой (из них 23 наличных приписных и 6 отсутствующих) и 16 хозяйств бывших крестьян Стаховского (из них 13 наличных приписных и 3 отсутствующих), итого 286 человек (147 мужчин и 139 женщин) наличного населения (из них 82 грамотных и полуграмотных и 23 учащихся).
Имелось 35 земельных наделов, всего 196,2 десятин надельной земли (134,5 десятин пашни, 45,3 — сенокоса, 1,7 десятин выгона, 6,9 — усадебной земли и 7,8 — неудобной земли), также почти все хозяйства купили товариществом 245 десятин земли и единолично 46,8 десятин. Отсутствующие хозяйства сдавали в аренду 25,4 десятины надельной и 28,1 десятины купчей земли. Арендовано было 34,3 десятины (из которой 19,4 десятины — надельная земля своей общины, 14,9 десятин — вненадельная земля). Итого в пользовании наличных хозяйств находилось 449,1 десятины удобной земли, в том числе 329,5 десятин пашни, 79,7 десятин сенокоса.
Под посевами находилось 226 десятин земли (в том числе 4,8 десятины усадебной), из неё озимая рожь занимала 110,1 десятины, яровой овёс — 77,1 десятины, чечевица — 17,5 десятин, картофель — 10,4, гречиха — 5, лён — 3, конопля — 2,1 (на усадебной земле), прочие культуры (огородные овощи, пшеница и ячмень) — 0,8 десятины.
У жителей была 51 лошадь, 117 голов КРС, 156 овец и 20 свиней; одно хозяйство держало 7 ульев пчёл.
Промыслами занимались 44 человека: 11 — местными и 33 отхожими (в основном в своей губернии), из них 10 штукатуров, 6 столяров, 4 торговца, по 2 живописца, токаря, сторожа и слесаря.
По переписи 1926 года деревня Пронино входила в состав Больше-Бизюкинского сельсовета Алексинского района Тульской губернии, имелось 52 хозяйства (из них 51 крестьянское) и 257 жителей (126 мужчин, 131 женщина). Ко Второй мировой войне число дворов сократилось.
По переписи 2002 года население деревни, входившей в Спас-Конинский сельский округ, составляло 0 человек, в 2010 году — деревня Шелепинского сельского поселения, также без населения. По переписи 2021 года — 17 человек (все русские).

## Население
| 2010 |
| ---- |
| 0    |

## Инфраструктура
Личное подсобное хозяйство. На 2025 год в деревне имелось 13 частных жилых домов.

## Транспорт
Просёлочные дороги.